# Мазон Вичентино
Мазо̀н Вичентѝно (на италиански: Mason Vicentino; на венециански: Mason, Масон) е малко градче в Северна Италия, община Колчереза, провинция Виченца, регион Венето. Разположено е на 104 m надморска височина.